# Heinrich Butenandt von Rosenbusch
Heinrich Butenandt von Rosenbusch (russisch Генрих Бутенант фон Розенбуш; * 1634 in Hamburg; † 21. Oktoberjul. / 1. November 1701greg. in Moskau) war ein russischer Kaufmann, Unternehmer und Metallurg.

## Leben
Butenandt kam bereits als Kind nach Russland. Er erhielt eine kaufmännische Ausbildung bei dem Handelsbeauftragten Jeremias Burman der Gesellschaft des Hamburger Unternehmers David Vermolen.
Butenandt wurde 1666 zusammen mit seinem Schwager E. Tradell Steuerpächter der Fischerei auf der Halbinsel Kola. In Zusammenarbeit mit niederländischen Kaufleuten exportierte Butenandt über Amsterdam Pottasche aus russischen staatlichen Pottaschegruben. Mit A. von Som Diercksz und weiteren Partnern aus Hamburg importierte Butenandt Waffen und Talermünzen für die Umprägung in Russland. Mit D. Artman und W. Meller aus den Niederlanden wurde er Steuerpächter für die Herstellung und den Export von Schiffsmasten.
Butenandt betrieb Eisenhütten in Tula, Kaschira und Alexin und eine Kupferhütte bei Olonez zusammen mit Peter Marselis dem Jüngeren († 1672) und E. van der Gatten, nach deren Tod er 1678 Alleinbesitzer der Hütten wurde. Er errichtete bei Olonez noch fünf kleinere Eisenhütten mit Hammerwerken und übernahm Rüstungsaufträge der russischen Regierung. Das produzierte Eisen hatte eine mit dem westeuropäischen Eisen vergleichbare Qualität und wurde auch über Archangelsk nach Westeuropa exportiert. Er gilt als Begründer der Hüttenindustrie in Russland. Nach seinem Tod waren noch vier dieser Hütten in Betrieb und wurden 1703 von Butenandts Sohn Andrei († 1710) an den russischen Staat verkauft, nachdem im Februar 1702 Peter I., der mit der Bergbauentwicklung im Norden Russlands unzufrieden war, eine von Iwan Fjodorowitsch Patruschew geleitete Prospektionsexpedition mit dem Schreiber Iwan Golowatschew, den Probierern Johann Friedrich Blüher und Johann Zecharius, dem Schmelzer Wolf Martin Zimmermann, dem Steiger Georg Schmieden, 4 Bergleuten, 2 Dolmetschern und 4 Lehrlingen nach Olonez geschickt hatte, um im Onegasee-Gebiet nach Silber- und Kupfererzen zu suchen.
Butenandt wurde 1679 als Hoffaktor des dänischen Königs Christian V. Handelsvertreter Dänemarks und wurde 1688 in den dänischen Adel aufgenommen.
Butenandt war persönlich bekannt mit Wassili Golizyn, Artamon Matwejew und François Le Fort. Butenandts Sohn Andrei gab Peter I. Fecht- und Reitunterricht.
Butenandt war Augenzeuge des Moskauer Aufstands 1682 der Moskauer Strelizen und schickte Berichte nach Hamburg, die zuerst in Westeuropa veröffentlicht wurden und eine sehr wichtige Quelle für die Geschichte des Aufstands sind.